# Калиниченко, Николай Егорович
Николай Егорович Калиниченко (1925 — 1975) — советский гвардии старший сержант, полный кавалер ордена Славы.

## Биография
Родился 12 июня 1925 года в селе Шопино ныне Яковлевского р-на Белгород. обл. в семье крестьянина. Украинец. Член КПСС с 1945. Окончил техникум ж.-д. транспорта. Работал в локомотивном депо ЮЖД в г. Харьков (Украина). В Красной Армии с марта 1943 года.
В боях Вел. Отеч. войны с апр. 1943. Разведчик 25-й отд. гв. развед. роты (25-я гв. стр. див., 53-я армия, 2-й Укр. фронт) гв. ефрейтор К. в ночь на 3.6.44 вплавь преодолел р. Реут у высоты в 46 км зап. г. Требужень (Молдавия), скрытно проделал проход в минном поле, в проволоч. заграждениях и провел разведчиков группы захвата в расположение пр-ка для взятия «языка». 4.6.44 нагр. орд. Славы 3 ст.
Ком-р отделения 28-го отд. гв. сап. батальона (25-я гв. стр. див., 7-я гв. армия, 2-й Укр. фронт) гв. мл. сержант К. в ночь на 22.12.44, находясь в разведке, переправился на лодке через р. Дунай близ нас. пункта Вероче (7 км сев.-зап. г. Вац, Венгрия), достиг враж. траншеи и вместе с др. разведчиками атаковал врага, уничтожив несколько пехотинцев и захватив «языка», давшего ценные сведения. 13.02.45 нагр. орд. Славы 2 ст.
В ночь на 25.3.45 ст. сержант К., действуя в расчете дес. переправы, под арт. и пулемет. огнем успешно переправлял на прав. берег р. Грон в р-не нас. пункта Нана (2 км сев.-зап. г. Штурово, Словакия) подразделения 73-го стр. полка. За ночь совершил 11 рейсов. 15.5.46 нагр. орд. Славы 1 ст.
В 1950 ст. сержант К. демобилизован. Жил в г. Харьков. Возглавлял бригаду в локомотивном депо Харьков-Сортировочная ЮЖД.
Старшина в отставке. Нагр. орд. Красного Знамени, Красной Звезды, медалями, в том числе «За отвагу». Умер 10.6.1975.
Похоронен в пос. Сортировка г. Харьков. На территории станции установлен бюст героя.